# 王真 (明)
王 真（おう しん、? - 1402年）は、明初の武将。西安府咸寧県の出身。

## 生涯
燕王朱棣（後の永楽帝）に仕えた武将で、武功により燕山右護衛百戸に進んだ。朱棣よりの厚く信任され「諸将も王真のように奮戦せよ。何事か成らざらん」と述べたという。
建文元年（1399年）に発生した靖難の変で活躍した。
建文4年（1402年）3月、宿州で燕軍が平安が率いる建文帝軍と激突した際に敗北、敵に殺害されることを恐れ自殺している。朱棣が永楽帝として即位すると金郷侯に追封られ、忠壮と諡号された。